# St. Louis Rams 2013
La stagione 2013 dei St. Louis Rams è stata la 76ª della franchigia nella National Football League e la 19ª a St. Louis, Missouri Con un record di 7-9 la squadra mancò i playoff per il nono anno consecutivo.
Nella settimana 7 fu vi l'ultima gara di Sam Bradford con l'uniforme dei Rams, essendosi rotto il legamento crociato anteriore contro Carolina. Lo stesso infortunio non gli fece disputare alcuna gara l'anno successivo, dopo di che fu scambiato con Philadelphia nel 2015.

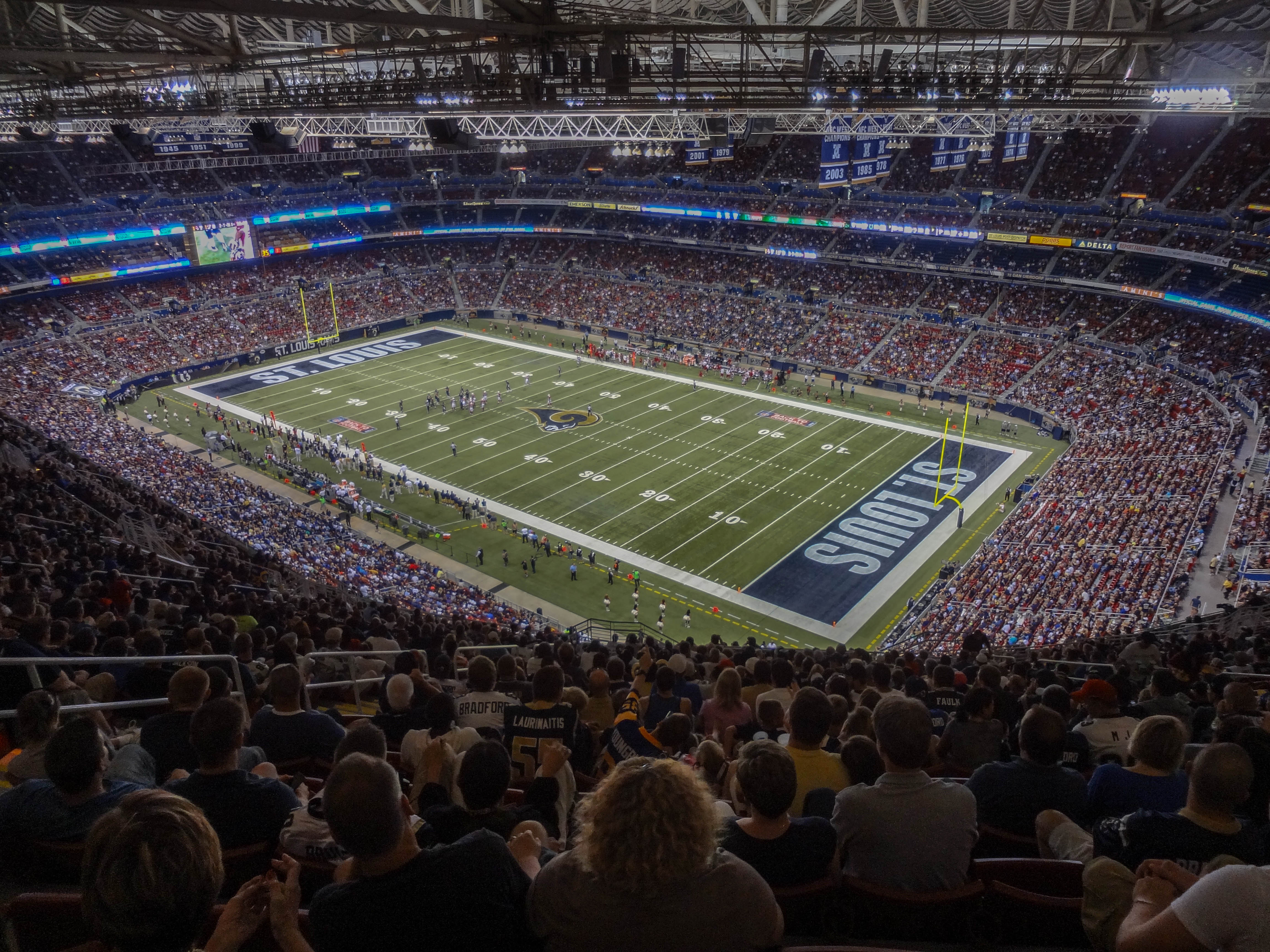
L'Edward Jones Dome l'8 settembre 2013

## Scelte nel Draft 2013
| Scelte dei Rams nel Draft 2013 |        |                |               |               |
| Giro                           | Scelta | Giocatore      | Ruolo         | College       |
| 1                              | 8      | Tavon Austin   | Wide receiver | West Virginia |
| 1                              | 30     | Alec Ogletree  | Linebacker    | Georgia       |
| 3                              | 71     | T.J. McDonald  | Safety        | USC           |
| 3                              | 92     | Stedman Bailey | Wide receiver | West Virginia |
| 4                              | 113    | Barrett Jones  | Guard         | Alabama       |
| 5                              | 149    | Brandon McGee  | Cornerback    | Miami (FL)    |
| 5                              | 160    | Zac Stacy      | Running back  | Vanderbilt    |

## Roster
| Roster dei St. Louis Rams nel 2013 |
| --- |
| Quarterback - 10 Kellen Clemens - 9 Austin Davis Running Back - 36 Benny Cunningham - 24 Isaiah Pead - 34 Chase Reynolds - 26 Daryl Richardson - 30 Zac Stacy Wide Receiver - 11 Tavon Austin - 12 Stedman Bailey - 13 Chris Givens - 18 Austin Pettis - 83 Brian Quick - 19 Justin Veltung Tight End - 89 Jared Cook - 46 Cory Harkey - 88 Lance Kendricks - 82 Mike McNeill Offensive Linemen - 72 Joe Barksdale T - 61 Tim Barnes C - 62 Harvey Dahl G - 67 Barrett Jones G/C - 75 Mike Person T - 76 Rodger Saffold T - 66 Shelley Smith G - 70 Brandon Washington G - 65 Chris Williams G/T Defensive Linemen - 90 Michael Brockers DT - 71 Matthew Conrath DT - 93 Jermelle Cudjo DT - 95 William Hayes DE - 98 Kendall Langford DT - 91 Chris Long DE - 94 Robert Quinn DE - 97 Eugene Sims DE Linebacker - 50 Ray Ray Armstrong OLB - 53 Daren Bates OLB - 57 Sammy Brown OLB - 58 Jo-Lonn Dunbar MLB - 55 James Laurinaitis MLB - 52 Alec Ogletree OLB - 51 Will Witherspoon OLB Defensive Back - 38 Cody Davis FS - 27 Matt Giordano FS - 21 Janoris Jenkins CB - 22 Trumaine Johnson CB - 25 T.J. McDonald SS - 32 Brandon McGee CB - 23 Rodney McLeod FS - 33 Quinton Pointer CB - 20 Darian Stewart SS Special Team - 6 John Hekker P - 44 Jacob McQuaide LS - 4 Greg Zuerlein K Lista delle riserve - 8 Sam Bradford QB (IR) - 37 Matt Daniels SS (IR) - 31 Cortland Finnegan CB (IR) - 77 Jake Long T (IR) - 73 Graham Pocic T (IR) - 3 Brady Quinn QB (IR) - - Phillip Steward OLB (IR) - 63 Scott Wells C (IR) Squadra di allenamento - - Harry Adams WR - 16 Emory Blake WR - 96 Mason Brodine DE - 41 Marcus Burley CB - 84 Justice Cunningham TE - 64 Sean Hooey T - 56 Caleb McSurdy LB - 35 Darren Woodard CB |
| Legenda - I rookie sono in corsivo. - Il primo ruolo è il principale mentre gli eventuali successivi indicano i ruoli secondari. - (IR) sta per Injured Reserve ed indica la lista ristretta per un solo giocatore infortunato che può tornare ad allenarsi dopo la settimana 6 e a rientrare in prima squadra dopo che questa ha giocato 8 partite. - (NF-Inj.) / (NF-Ill.) stanno rispettivamente per Non-Football Injured e Non-Football Illness ed indicano le liste dove viene inserito un giocatore che ha un infortunio o una malattia non dipendente dal football americano. - (PUP) sta per Physically Unable to Perform ed indica la lista dove viene inserito un giocatore mentre è in attesa di recuperare la condizione fisica. Nella stagione regolare dopo la sesta partita giocata dalla propria squadra, il giocatore ha tempo tre settimane per riprendere ad allenarsi, più tre settimane aggiuntive dal suo rientro agli allenamenti per rientrare in prima squadra. |

## Calendario
| Stagione regolare |                        |                    |                    |                               |                    |
| Turno             | Avversario             | Risultato          | Record             | Stadio                        | Sintesi            |
| 1                 | Arizona Cardinals      | V 27–24            | 1–0                | Edward Jones Dome             | Recap              |
| 2                 | at Atlanta Falcons     | S 24–31            | 1–1                | Georgia Dome                  | Recap              |
| 3                 | at Dallas Cowboys      | S 7–31             | 1–2                | AT&T Stadium                  | Recap              |
| 4                 | San Francisco 49ers    | S 11–35            | 1–3                | Edward Jones Dome             | Recap              |
| 5                 | Jacksonville Jaguars   | V 34–20            | 2–3                | Edward Jones Dome             | Recap              |
| 6                 | at Houston Texans      | V 38–13            | 3–3                | Reliant Stadium               | Recap              |
| 7                 | at Carolina Panthers   | S 15–30            | 3–4                | Bank of America Stadium       | Recap              |
| 8                 | Seattle Seahawks       | S 9–14             | 3–5                | Edward Jones Dome             | Recap              |
| 9                 | Tennessee Titans       | S 21–28            | 3–6                | Edward Jones Dome             | Recap              |
| 10                | at Indianapolis Colts  | V 38–8             | 4–6                | Lucas Oil Stadium             | Recap              |
| 11                | Settimana di pausa     | Settimana di pausa | Settimana di pausa | Settimana di pausa            | Settimana di pausa |
| 12                | Chicago Bears          | V 42–21            | 5–6                | Edward Jones Dome             | Recap              |
| 13                | at San Francisco 49ers | S 13–23            | 5–7                | Candlestick Park              | Recap              |
| 14                | at Arizona Cardinals   | S 10–30            | 5–8                | University of Phoenix Stadium | Recap              |
| 15                | New Orleans Saints     | V 27–16            | 6–8                | Edward Jones Dome             | Recap              |
| 16                | Tampa Bay Buccaneers   | V 23–13            | 7–8                | Edward Jones Dome             | Recap              |
| 17                | at Seattle Seahawks    | S 9–27             | 7–9                | CenturyLink Field             | Recap              |

Note: gli avversari della propria division sono in grassetto.

## Classifiche
| NFC West                |    |   |   |      |     |      |     |     |     |
|                         | V  | S | P | %    | DIV | CONF | PF  | PS  | STR |
| (1) Seattle Seahawks    | 13 | 3 | 0 | .813 | 4–2 | 10–2 | 417 | 231 | V1  |
| (5) San Francisco 49ers | 12 | 4 | 0 | .750 | 5–1 | 9–3  | 406 | 272 | V6  |
| Arizona Cardinals       | 10 | 6 | 0 | .625 | 2–4 | 6–6  | 379 | 324 | S1  |
| St. Louis Rams          | 7  | 9 | 0 | .438 | 1–5 | 4–8  | 348 | 364 | S1  |